# Phallocratie
Ne doit pas être confondu avec Patriarcat (sociologie).
La phallocratie (du grec phallos, « pénis en érection » et cratos « pouvoir ») est la domination sociale, culturelle et symbolique exercée par les hommes non apparentés sur les femmes. Par extension, le terme désigne une structure sociale misogyne et patriarcale dans laquelle la domination est exercée par des hommes apparentés.
Son antonyme est la gynocratie.

## Préhistoire

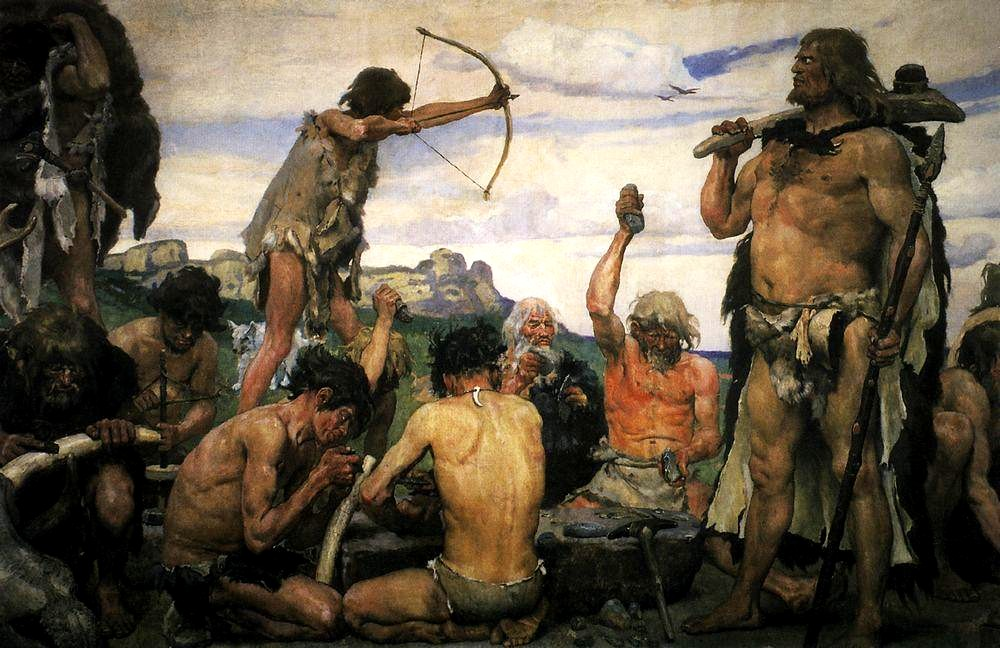
Représentation de la division du travail à l'âge de pierre : les activités des femmes sont soit occultées par l'invisibilité anthropologique, archéologique et artistique (Viktor Vasnetsov, fin du XIXe siècle)…

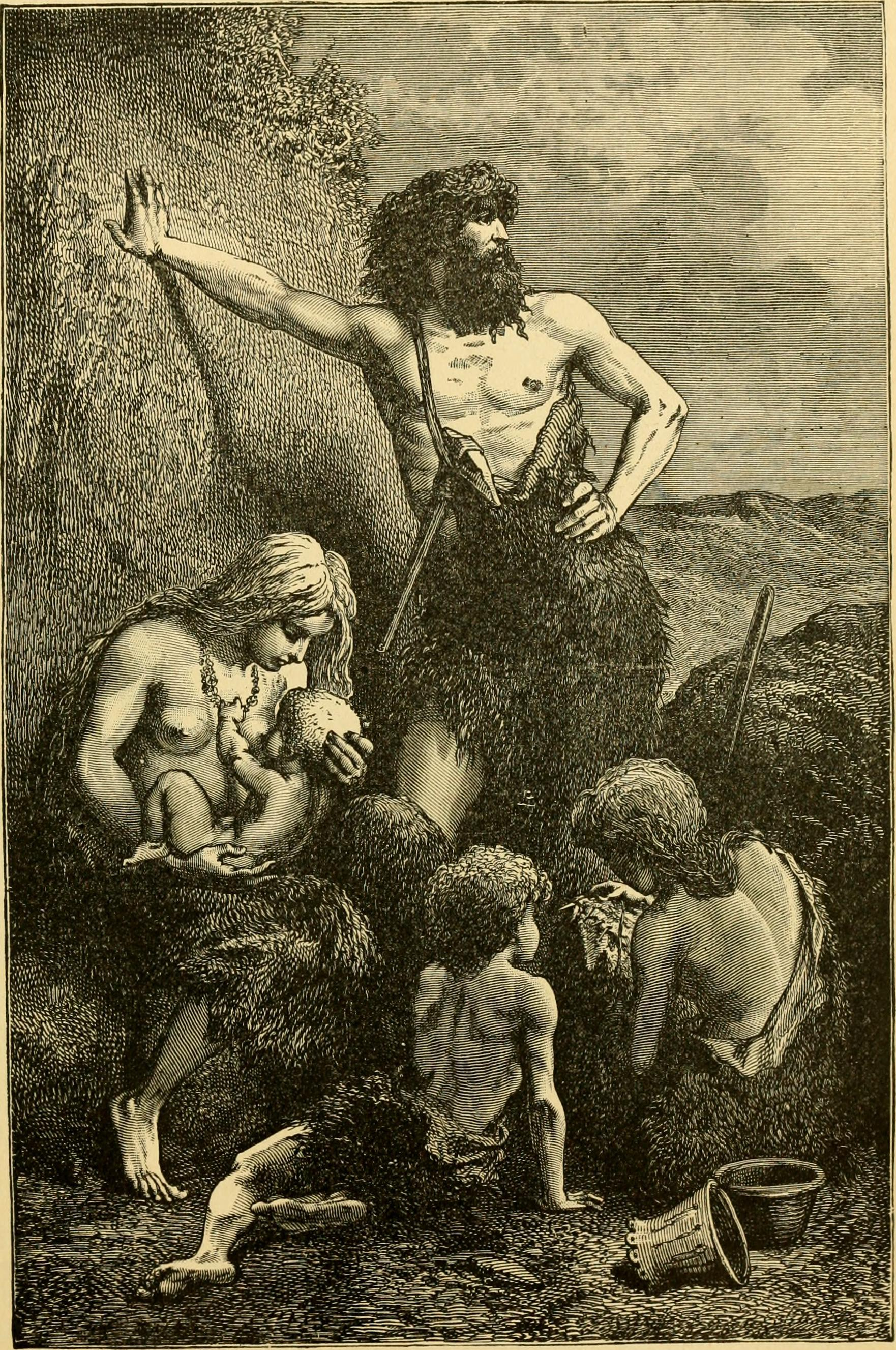
Soit assignées à des tâches moins valorisées : reproduction, allaitement, éducation des enfants, cueillette, cuisine (L'Histoire du monde de, 1897).

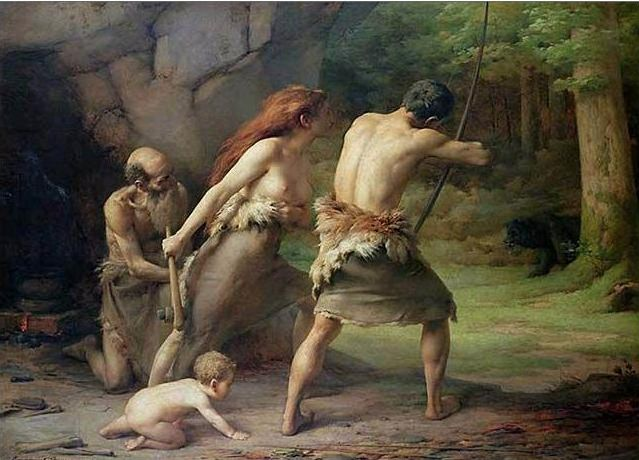
La femme préhistorique devait chasser l'ours comme l'homme mais ici elle défend sa famille avec sa hache en silex (Emmanuel Benner, 1892).

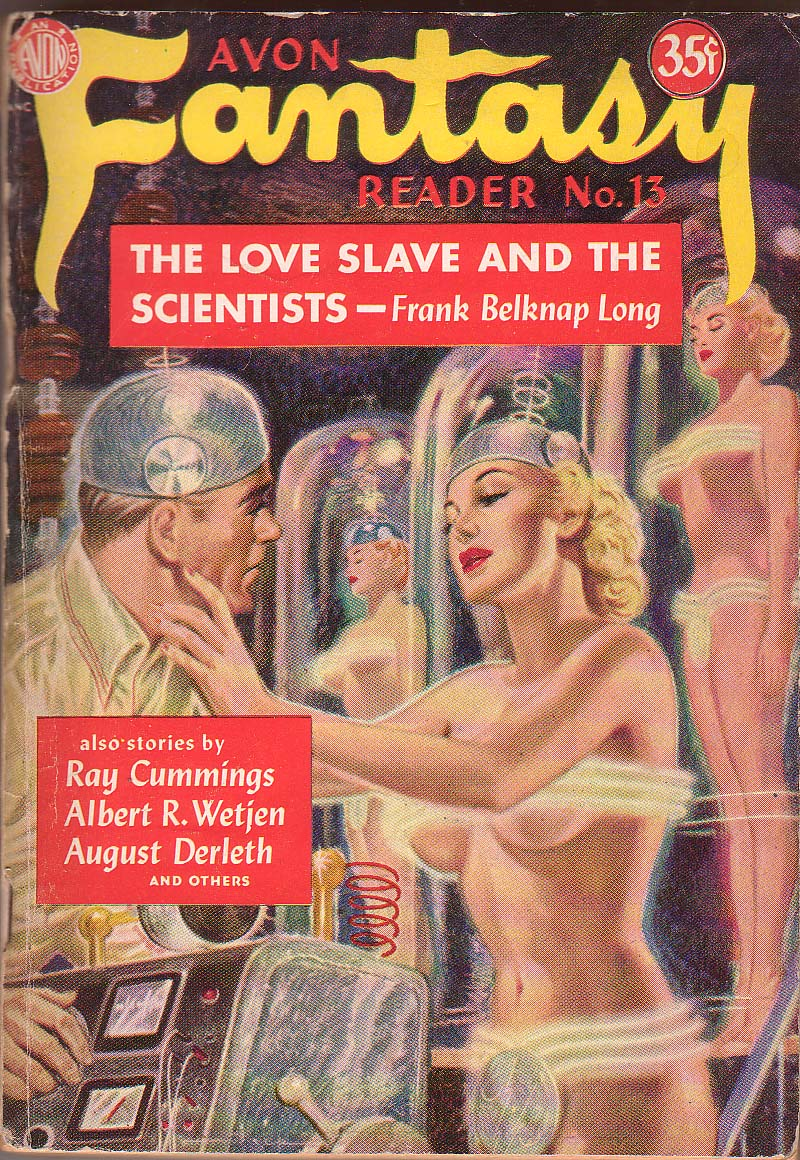
Magazine de science-fiction Avon Fantasy Reader no 13 (1950) mettant en scène The Love Slave and the Scientists (« L'esclave de l'amour et les scientifiques ») où la femme stéréotypée devient objet passif et poupée vivante d'hommes expérimentateurs pervers.

Le paléanthropologue Pascal Picq fait remonter la phallocratie et la gynocratie dans les structures et organisations sociales (couples monogames, harems (en) polyandres ou polygynes, groupes multifemelles ou multimâles) chez différentes espèces de singes et de grands singes et qui, combinés avec six autres critères (matriarcat avec matrilocalité et matrilinéarité, patriarcat avec patrilocalité et patrilinéarité) se combinent pour former un spectre très divers. En anthropologie évolutionniste (en), plus les espèces ont des structures et des organisations complexes, plus le statut des femelles est précaire et plus les formes de coercition sexuelle (en) dues aux mâles sont fortes (comme chez les chimpanzés et les humains). Le développement de telles organisations depuis le Paléolithique (marqué par la coexistence de chasseurs-collecteurs/chasseuses-collectrices) a favorisé une tendance générale (même s'il n'est pas interdit « d'imaginer qu'il ait existé des sociétés préhistoriques matrilocales, matrilinéaires et matriarcales » comme le suggère l'exception des bonobos) : division et spécialisation des taches avec au néolithique une « dévalorisation des activités effectuées par les femmes alors que les hommes recherchent le prestige par la chasse et la guerre », domination et coercition masculine accrue au sein de sociétés phallocrates et patriarcales.
Au néolithique, avec le développement de l'agriculture, « on peut dégager de grandes tendances. Plus ces sociétés sont anciennement agricoles, plus elles sont patriarcales et coercitives à l’égard des femmes. On distingue deux grands flux migratoires. Il y a 8 000 ans, les premières sociétés agricoles et patriarcales, issues du Proche-Orient, s’établissent en Europe, plutôt dans le sud. Puis, il y a 6 000 ans, d’autres populations d’éleveurs issues d’Eurasie centrale, plus égalitaires, arrivent à leur tour en Europe et remontent vers le nord. Conséquences actuelles: le génome des populations d’Europe du Sud contient plus de gènes des populations agricoles coercitives venues du Proche-Orient. Et le génome des populations d’Europe du Nord contient plus de gènes des populations d’éleveurs, plus égalitaires, venues d’Eurasie ».

## Histoire
La période historique est marquée par le développement des sociétés patriarcales, même s'il existe des sociétés plus égalitaires (tombes de femmes guerrières dans les steppes eurasiennes ou en Amérique, tombe de Vix, guerrière viking de Birka, Amazones Adyguéennes et du Dahomey…) et que la fiction d'un matriarcat primitif défendu par Bachofen en reprenant le mythe des Amazones, a été très popularisée par les théories du matriarcat (de), notamment lors de la deuxième vague féministe avec une philosophe comme Heide Göttner-Abendroth et ses travaux controversés sur les « sociétés matriarcales », ou lors de la deuxième vague avec des archéologues féministes comme Marija Gimbutas qui met en avant la thèse très critiquée des « sociétés matristiques ». En plus des coercitions physiques, ces sociétés phallocrates ont élaboré des modes de coercition « économique, idéologique et politique » amplifiés lors de la révolution industrielle.

### Début duXXesiècle
La première victoire du féminisme eut lieu au début du XXe siècle avec la conquête du droit de vote ; auparavant on considérait que « les affaires politiques étaient considérées comme hors de portée de l'esprit féminin et il n'était donc pas question que les femmes puissent voter » — Source.

### Années 1960
Le terme fut employé pendant la révolution sexuelle pour caractériser un ordre établi dans lequel cette définition et ses traits caractéristiques étaient jusqu'alors invisibles puisqu'enfouis dans la tradition patriarcale transmise socialement.
« À bas la phallocratie » fut une expression d'accusation et de revendication lancée par les femmes et hommes se réclamant du féminisme, durant les manifestations dans les années qui accompagnèrent mai 68 en Europe.
En ce sens, l'existence du mot dépend des progrès du féminisme. Il est notable que pendant la période correspondant à la troisième vague féministe, le terme est tombé en désuétude et n'est plus décrié.

### Aujourd'hui
Les migrations au néolithique se retrouvent dans les différences culturelles en Europe « dans les héritages respectifs du droit romain et du droit germanique. Ainsi, les sociétés d’Europe du Sud sont plus phallocrates, tandis que celles d’Europe du Nord montrent plus d’équité entre sexes ».

## En bande dessinée
Les aristocrates de la cité de Valsennar de la BD Le Pays sans étoile (1971), série Valérian, agent spatio-temporel, sont des phallocrates (au sens premier donné dans cet article) au pouvoir absolu sur les femmes. Cette bande dessinée correspond à la période susdite et donne une parabole S.F. aux conflits qui s'assimilaient à une guerre des sexes. Elle dépasse les clivages classiques et montre des princes de Valsennar dont les mœurs les rendent efféminés par le raffinement de la vie de courtisans, observant un concours d'odalisques dont Laureline fait partie bien contre son gré.